# Józef Haensel
Józef Mieczysław Haensel (ur. 10 lutego 1924 w Tomaszowie Mazowieckim, zm. 4 czerwca 1989 w Katowicach) – polski działacz partyjny i państwowy, poseł na Sejm PRL VIII kadencji (1980–1982).

## Życiorys
Syn Mieczysława i Zofii. Uzyskał wykształcenie wyższe ekonomiczne. Przystąpił 22 grudnia 1952 do Polskiej Zjednoczonej Partii Robotniczej. W latach 1953–1955 był wiceprzewodniczącym Komitetu Frontu Jedności Narodu w Stalinogrodzie, a w 1956 wiceprzewodniczącym Zarządu Wojewódzkiego Związku Młodzieży Polskiej w Katowicach. Działał też w Związku Harcerstwa Polskiego. Od listopada 1957 zasiadał w Komitecie Wojewódzkim PZPR w Katowicach, w którym był zastępcą kierownika oraz kierownikiem wydziałów, a także członkiem egzekutywy. Od 27 maja 1975 do 10 maja 1980 pełnił funkcję I sekretarza Komitetu Miejskiego PZPR w Katowicach. Był tam też przewodniczącym Miejskiej Rady Narodowej. W 1980 uzyskał mandat posła na Sejm PRL VIII kadencji w okręgu Katowice. Zasiadał w Komisji Administracji, Gospodarki Terenowej i Ochrony Środowiska oraz Komisji Budownictwa i Przemysłu Materiałów Budowlanych. W styczniu 1982 zrzekł się mandatu.
W 1955 otrzymał Srebrny Krzyż Zasługi.
Pochowany na cmentarzu ewangelickim przy ul. Francuskiej w Katowicach (kwatera 7-I-5).

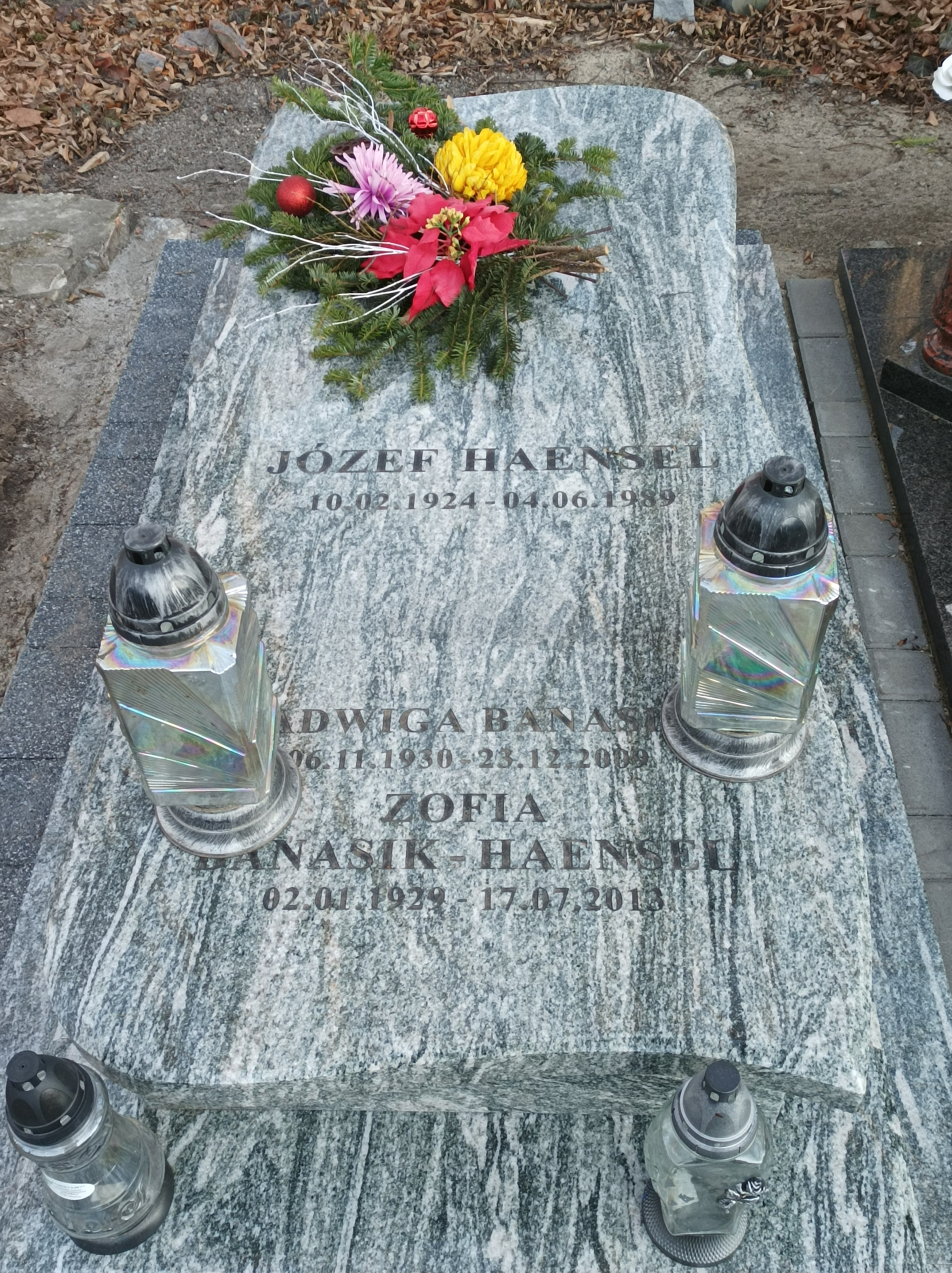
Grób Józefa Haensla w Katowicach